# Кубни корен
У математици, кубни корен неког броја, у ознаци {\displaystyle {\sqrt[{3}]{x}}} или x1/3 је број a такав да је a3 = x.  Сви реални бројеви имају тачно један реални кубни корен и пар конјуговано комплексних кубних корена, док сви комплексни бројеви различити од нуле имају тачно три различита комплексна кубна корена. На пример, реални кубни корен од 8 је 2, јер је 23 = 8. Сви кубни корени броја −27 су
{\displaystyle {\sqrt[{3}]{-27i}}={\begin{cases}3i\\{\frac {3{\sqrt {3}}}{2}}-{\frac {3}{2}}i\\-{\frac {3{\sqrt {3}}}{2}}-{\frac {3}{2}}i\end{cases}}}
Операција кубног кореновања није ни асоцијативна ни дистрибутивна са сабирањем или одузимањем.
Операција кубног кореновања је асоцијативна са степеновањем и дистрибутивна са множењем и дељењем ако у обзир узимамо само реалне бројеве, али не увек и ако у обзир узимамо комплексне бројеве, на пример:
{\displaystyle ({\sqrt[{3}]{8}})^{3}=8}
али
{\displaystyle {\sqrt[{3}]{8^{3}}}={\begin{cases}\ \ 8\\-4+4{\sqrt {3}}i\\-4-4{\sqrt {3}}i\end{cases}}}

## Формална дефиниција
Кубни корен броја x су сви бројеви y који задовољавају једначину
{\displaystyle y^{3}=x.}

### Кубни корен над реалним бројевима
Нека су x и y реални бројеви. Тада постоји јединствени решење и тиме је кубни корен реалног броја дефинисан овом формулом. Ако се користи ова дефиниција, кубни корен негативног броја је опет негативни број. Главни кубни корен броја x се такође представља и као
{\displaystyle {\sqrt[{3}]{x}}=x^{1 \over 3}.}
Нека су x и y комплексни бројеви. Тада постоје три решења (ако је x различито од нуле), а тиме и x има три кубна корена. Реалан број има један реалан кубни корен и још два кубна корена, која чине конјуговано комплексни пар. Ово води до неких интересантних разултата.
На пример, кубни коренови броја један су:
{\displaystyle {\sqrt[{3}]{1}}={\begin{cases}\ \ 1\\-{\frac {1}{2}}+{\frac {\sqrt {3}}{2}}i\\-{\frac {1}{2}}-{\frac {\sqrt {3}}{2}}i\end{cases}}}
Ова два корена воде до релације међу свим кубним коренима реалних бројева. Ако је неки број кубни корен реалног или комплексног броја, друга два кубна корена тог броја се могу наћи множењем првог кубног корена са два комплексна кубна корена броја 1.

### Кубни корен над комплексним бројевима
За комплексне бројеве, главни кубни корен је обично дефинисан као
{\displaystyle x^{1 \over 3}=\exp \left({\ln {x} \over 3}\right)}
где је ln(x) главна грана природног логаритма. Ако запишемо x као
{\displaystyle x=r\exp(i\theta )\,}
где је r ненегативни реалан број, а θ лежи у опсегу
{\displaystyle -\pi <\theta \leq \pi },
онда је комплексни кубни корен
{\displaystyle {\sqrt[{3}]{x}}={\sqrt[{3}]{r}}\exp \left({i\theta  \over 3}\right)}.
Ово значи да у поларним координатама узимамо кубни корен радијуса, а поларни угао делимо са три да бисмо дефинисали кубни корен. По овој дефиницији, кубни корен негативног броја је комплексни број, и на пример, {\displaystyle {\sqrt[{3}]{-8}}} неће бити {\displaystyle -2}, већ {\displaystyle 1+i{\sqrt {3}}}.
Ово ограничење се лако може избећи ако почетни комплексни број x записујемо у еквивалентним облицима
{\displaystyle x=r\exp(i\theta )\,}, {\displaystyle r\exp(i(\theta +2\pi ))\,} или {\displaystyle r\exp(i(\theta -2\pi ))\,}.
Три комплексна кубна корена су онда
{\displaystyle {\sqrt[{3}]{x}}={\sqrt[{3}]{r}}\exp \left({i\theta  \over 3}\right)},     {\displaystyle {\sqrt[{3}]{r}}\exp \left(i\left({\theta  \over 3}+{2\pi  \over 3}\right)\right)} или {\displaystyle {\sqrt[{3}]{r}}\exp \left(i\left({\theta  \over 3}-{2\pi  \over 3}\right)\right)}.
Уопштено, ова три кубна корена су различита, иако су три представе броја x исте. На пример, {\displaystyle {\sqrt[{3}]{-8}}} се онда може израчунати да буде {\displaystyle 1+i{\sqrt {3}}}, {\displaystyle -2} или {\displaystyle 1-i{\sqrt {3}}}.
У програмима који су свесни имагинарне равни, график кубног корена броја x на реалној равни неће приказивати ништа за негативне вредности броја x. Да бисмо такође укључили и негативне корене, овим програмима се мора експлицитно рећи да користе само реалне бројеве (У Математици се ово може постићи извршавањем следеће линије кода: <<Miscellaneous`RealOnly`.)

## Налажење кубног корена на обичном дигитрону
Из идентитета:
{\displaystyle {\frac {1}{3}}={\frac {1}{2^{2}}}\left(1+{\frac {1}{2^{2}}}\right)\left(1+{\frac {1}{2^{4}}}\right)\left(1+{\frac {1}{2^{8}}}\right)\left(1+{\frac {1}{2^{16}}}\right)\dots },
постоји прост метод за рачунање кубних коренова на обичном дигитрону, користећи само дугмад за множење и кореновање, пошто се број укуца. Није потребно да дигитрон има функције за меморисање.
- Притиснути дугме за квадратни корен једном.
- Притиснути дугме за множење.
- Притиснути дугме за квадратни корен два пута.
- Притиснути дугме за множење.
- Притиснути дугме за квадратни корен четири пута.
- Притиснути дугме за множење.
- Притиснути дугме за квадратни корен осам пута.
- Притиснути дугме за множење...

Овај процес се наставља док се број мења после притискања дугмета за множење јер понављање притискања дугмета за квадратни корен даје резултат 1 (ово значи да је решење нађено на оном броју децималних места које дигитрон може да обради). Онда треба притиснути дугме за квадратни корен још једном. У овом тренутку, најбоља апроксимација кубног корена почетног броја се приказује на екрану.
Ако се прво множење замени дељењем, уместо кубном корена, на екрану ће бити приказан пети корен.

### Како овај метод ради
После степеновања x са обе стране горње формуле, добија се:
{\displaystyle x^{\frac {1}{3}}=x^{{\frac {1}{2^{2}}}\left(1+{\frac {1}{2^{2}}}\right)\left(1+{\frac {1}{2^{4}}}\right)\left(1+{\frac {1}{2^{8}}}\right)\left(1+{\frac {1}{2^{16}}}\right)...}} (*)
Лева страна је кубни корен броја x.
Кораци приказани у горепоменутом методу дају:
После корака 2:
{\displaystyle x^{\frac {1}{2}}}
После корака 4:
{\displaystyle x^{{\frac {1}{2}}(1+{\frac {1}{2^{2}}})}}
После корака 6:
{\displaystyle x^{{\frac {1}{2}}(1+{\frac {1}{2^{2}}})(1+{\frac {1}{2^{4}}})}}
После корака 8:
{\displaystyle x^{{\frac {1}{2}}(1+{\frac {1}{2^{2}}})(1+{\frac {1}{2^{4}}})(1+{\frac {1}{2^{8}}})}}
итд.
После рачунања неопходних израза, последњи квадратни корен налази десну страну једначине (*).

## Нумеричке методе
Њутнов метод је итеративни метод који се може искористити за рачунање кубног корена. За реалне бројеве са покретним зарезом, овај метод се своди на следећи итеративни алгоритам који производи бољу апроксимацију кубног корена броја {\displaystyle a}:
{\displaystyle x_{i+1}={\frac {1}{3}}\left({\frac {a}{x_{i}^{2}}}+2x_{i}\right)},
Халејев метод побољшава овај алгоритам са алгоритмом који конвергира много брже у сваком кораку, али захтева више операција множења:
{\displaystyle x_{i+1}=x_{i}\left({\frac {x_{i}^{3}+2a}{2x_{i}^{3}+a}}\right)},
Са било којим од ова два метода, иницијална апроскимација {\displaystyle x_{0}} може дати јако лоше перформансе, а налажење добре почетне апроксимације је донекле уметност за себе. Неке имплементације манипулишу са битовима експонента, тј. долазе до почетне апроксимације делећи експонент са 3. Ово има ману јер захтева познавање унутрашње представе броја са покретним зарезом, а самим тим је и имплементација везана за одређене платформе.
Следећи оптимизована имплементација у  програмском језику користи Халејеву методу. Приказује се дизање почетне апроксимације на степене броја 2, док се не достигне бар трећина бинарних цифара као у улазу. Улаз могу бити сви ненегативни цели бројеви:
```
double cube_root(unsigned long a_)
{
    unsigned long   x_ = 1;
    double          x, xxx, a;
    if (a_ == 0)
        return 0.0;
    if (a_ == 1)
        return 1.0;
    a = (double) a_;
    do {
        a_ >>= 3;
        x_ <<= 1;
    } while (a_);
    x = (double) x_;
    xxx = x * x * x, x = x * (xxx + a + a) / (xxx + xxx + a);
    /* Accurate to 2 decimal digits: */
    xxx = x * x * x, x = x * (xxx + a + a) / (xxx + xxx + a);
    /* Accurate to 7 decimal digits: */
    xxx = x * x * x, x = x * (xxx + a + a) / (xxx + xxx + a);
    /* Accurate to 15 decimal digits: */
    xxx = x * x * x, x = x * (xxx + a + a) / (xxx + xxx + a);
    return x;
}
```